# Subtenente Bernardo
 Mauro Bernardo dos Santos (Rio de Janeiro, 24 de março de 1957), mais conhecido como Subtenente Bernardo, é um policial militar reformado e político brasileiro filiado ao Podemos (PODE). Hoje, é Ex Deputado do Estado do Rio de Janeiro. 
Nas eleições de 2018, foi candidato a deputado pelo Partido Republicano da Ordem Social (PROS) e foi eleito com 16.855 votos.
Nas Eleições de 2022, não conseguiu se reeleger. Seu partido (Democráticos Cristãos) não fez legenda suficiente para conseguir eleger um Deputado a ALERJ. 